# Ceratocanthidae
Ceratocanthidae ist eine Familie der Käfer aus der Überfamilie Scarabaeoidea. Die Familie ist die wohl am wenigsten untersuchte Gruppe der Überfamilie.

## Merkmale

### Käfer
Die Käfer haben eine Körperlänge von 2,0 bis 9,0 Millimeter. Sie können ihren Körper in der Regel so zusammenrollen, dass sämtliche Extremitäten innerhalb einer kompakten Kugel geschützt sind. Ihr Körper ist braun, schwarz, grünlich oder mit violettem Ton gefärbt und hat häufig einen metallischen Schimmer. Der Kopf ist stark nach unten abgewinkelt. Die acht- bis zehngliedrigen Fühler haben eine dreisegmentige Keule am Ende. Der dreieckige Scapus ist vergrößert. Die Facettenaugen sind zumindest teilweise geteilt. Ihre Ommatidien sind vom euconen Typ. Die Stirnplatte (Clypeus) trägt keine Tuberkel oder Hörner. Das Labrum ist verkürzt und teilweise unterhalb des Stirnplattenrandes verdeckt. Der Epipharynx ist an der Spitze sklerotisiert, zum Körper hin (proximal) ist er membranös. Bei dessen sklerotisierten Bereichen (Tormae) ist der mediane tormale Fortsatz ausgebildet, die seitlichen sind einzeln oder doppelt ausgebildet. Die Mandibeln haben eine sklerotisierte Basis und eine scharfe Spitze sowie eine gut entwickelte mesiale Bürste. Diese ist bei der Gattung Pterorthochaetes in einen distalen und mesialen Kamm geteilt. Die Galea ist normalerweise groß und hat bei manchen Arten dorsal und ventral ein Gelenksklerit, oder ist proximal sklerotisiert. Die Palpi sind viergliedrig, mit Ausnahme bei Pterorthochaetes, bei der sie dreigliedrig sind.
Das breite Pronotum ist zur Seite erweitert. An den Beinen sind die Hüften (Coxen) der Vorderbeine kegelförmig und treten deutlich hervor. Die Hüften der mittleren Beine liegen schräg. Die Schienen (Tibien) der mittleren und hinteren Beine sind horizontal abgeflacht und verbreitert. Ein Empodium fehlt. Die Deckflügel (Elytren) sind konvex und haben eine sehr unterschiedlich strukturierte oder sehr glatte Oberfläche. Sie sind bei manchen Arten behaart. Die Tracheenöffnungen am Mesothorax sind vom allgemeinen Typ, die Intersegmentalia sind jedoch speziell verändert. An den Flügeln ist die extrem lange und schmale Ader 1Ax-FSc2 stark nach vorne gerichtet. Die Tracheenöffnungen am Hinterleib sind alle funktional. Das letzte Paar befindet sich am Tergit des entsprechenden Segments. Die männlichen Geschlechtsteile sind unterschiedlich strukturiert. Ihr basaler Teil ist meist asymmetrisch und uneben sklerotisiert. Bei manchen Arten ist eine ventrale oder laterale Apophyse ausgebildet. Die Paramere sind in der Regel im Verhältnis zu diesem basalen Teil klein und ebenfalls meistens asymmetrisch. Der mediane Lobus ist mit Ausnahme der Gattungen Pseudopterorthochaetes und Pterorthochaetes stark zurückgebildet. Der Saccus ist groß und mit mehreren Armaturen bestückt, die Armaturen können jedoch auch zurückgebildet sein oder fehlen. Die Genitalkapsel ist je nach Art gut entwickelt bis zu zurückgebildet. Sie ist symmetrisch oder asymmetrisch. Die weiblichen Genitalien bestehen aus einem an der Mittellinie membranösen neunten Tergit und haben keine Styli. Bei manchen Arten sind an der Bursa copulatrix Sklerite ausgebildet.

### Larven
Der Körper der Larven ist in einem breiten C geformt. Die Segmente des Thorax und die ersten sechs Hinterleibssegmente sind am Rücken in drei Falten untergliedert. Ocelli sind keine ausgebildet. Die Frontoclypealnaht kann ausgebildet sein oder fehlen. Die Fühler sind viergliedrig. Sie haben einen großen Sinnesfleck am letzten Glied, der ungefähr die Hälfte dessen Oberfläche umfasst. Die Mandibeln haben dorsal einen rechtwinkelig abgewinkelten Kiel. Die Galea und Lacinia sind deutlich voneinander getrennt. Die Hinterbeine sind in ihrer Länge nicht verkürzt. Den Larven fehlt der Schließmechanismus bei den Tracheenöffnungen.

## Verbreitung
Die Ceratocanthidae sind pantropisch verbreitet. Nur wenige Arten kommen in den gemäßigten Regionen der beiden Amerikas, Südafrika und dem Südosten der Paläarktis vor. In Europa ist die Familie nicht vertreten, in Nordamerika nördlich von Mexiko treten nur drei Arten auf. Der überwiegende Teil der Arten besiedelt tropische Regenwälder, einige wenige leben auch in gemäßigten oder tropischen Saisonwäldern, oder in Lebensräumen mit Savannen- und Waldanteilen.

## Lebensweise
Die Imagines wurden in der Regel in totem Pflanzenmaterial, wie etwa Bodenstreu gefunden, werden jedoch auch nachts durch künstliche Lichtquellen angelockt. Man findet sie jedoch auch gemeinsam mit den Larven in Totholz und unter Rinde. Manche Arten sind mit Ameisen und Termiten vergesellschaftet und sind dafür anscheinend speziell angepasst. So können sie den Kopf und den Halsschild scharf anwinkeln und die Beine zum Schutz der Bauchseite anlegen. Die Arten der Gattung Ivieolus konnten bisher nur in großer Zahl in Fallen für fliegende Tiere gesammelt werden. Sie sind in ihrer Körperform stark adaptiert. Anhand ihrer Mundwerkzeuge wird zwar vermutet, dass sie an Pilzen fressen, manche Autoren vermuten jedoch sogar, dass diese Tiere überhaupt in der Luft leben.

## Taxonomie und Systematik
Die Familie wird derzeit in drei Unterfamilien unterteilt, die ungefähr 40 Gattungen und 320 Arten umfassen, wobei jedoch ungefähr noch einmal so viele schon entdeckte Arten, die der Familie zugerechnet werden, bisher noch unbeschrieben sind. Ungefähr 180 Arten in 16 Gattungen sind bisher aus der Neuen Welt bekannt. Die Verwandtschaftsverhältnisse zwischen den drei Unterfamilien sind unbekannt.
Die Monophylie der Familie ist nur durch folgende zwei Autapomorphien der Imagines begründet: Die Tracheenöffnungen am Mesothorax sind vom allgemeinen Typ und die Flügelader 1Ax-FSc2 ist stark nach vorne gerichtet und extrem lang und schmal. Es ist sehr wahrscheinlich, dass die Familie eine der weiter entwickelten Gruppen innerhalb der Gruppe der nahen Verwandten der Zuckerkäfer (Passalidae) ist. Die Merkmale der Larven legen eine nahe Verwandtschaft mit den Hybosoridae nahe und es ist nicht ausgeschlossen, dass die Familie eigentlich eine weiter entwickelte Gruppe innerhalb der Hybosoridae darstellt.

## Belege